# Wallace Bishop
Wallace Henry „Bish“ Bishop, auch Wally Bishop, (* 17. Februar 1906 in Chicago; † 2. Mai 1986 in Hilversum) war ein US-amerikanischer Schlagzeuger des Hot Jazz und Swing.

## Leben und Wirken
Wallace Bishop begann als Jugendlicher mit dem Schlagzeugspiel und studierte bei Jimmy Bertrand. Seine professionelle Karriere begann er 1926  bei Art Simms und dessen Orchester in Milwaukee; in dieser Zeit spielte er auch bei Jelly Roll Morton, Bernie Young, Hughie Swift, Louis Armstrong, Richard M. Jones und Tommy Dorsey. Von 1928 bis 1930 arbeitete er bei Erskine Tate und im folgenden Jahr im Earl Hines Orchestra, dessen Mitglied er bis 1937 blieb. In den 1940er Jahren spielte er mit Jimmie Noone (1941), Coleman Hawkins (1943), Don Redman, Phil Moore, Foots Thomas, John Kirby (1946), Sy Oliver, Sammy Price und Billy Kyle.
Während einer Tournee in Frankreich 1949 mit Buck Clayton – bei dem er auch 1946/7 war-  entschied sich Bishop auf dem Kontinent zu bleiben, wo er mit eigenen und anderen Bands wirkte. Unter anderem hatte er Anfang der 1950er Jahre eine eigene Combo in den Niederlanden (mit Rob Pronk, Rob Madna). Er nahm mit Musikern wie Bill Coleman (in Paris), Don Byas (in Paris), Willie The Lion Smith (Paris), Ben Webster, Hans Koller, Kid Ory (Tour in Schweden/Deutschland 1956), Pia Beck, Kid Dynamite, Milt Buckner (mit Buckner und Earl Hines war er 1967/68 auf Tour), Buddy Tate, Rosetta Tharpe und dem Sammy Price Trio auf, aber auch mit T-Bone Walker, mit dem er 1968 auf Tour war. Als Bandleader wirkte Bishop lediglich im Jahr 1950 auf zwei Titeln, die er im Trio für das französische Chant du Monde-Label einspielte; ansonsten fungierte er in den 1970er Jahren als Sideman bei Aufnahmen des „Black & Blue“-Labels und war mit Champion Jack Dupree auf Tour.
Er spielte auch Querflöte.